# Maria Kanellis
Maria Louis Kanellis (Ottawa, 25 febbraio 1982) è una wrestler e modella statunitense, attualmente sotto contratto con la All Elite Wrestling.
È principalmente conosciuta per i suoi trascorsi, a più riprese, in WWE tra il 2004 e il 2020 e in Impact Wrestling tra il 2016 e il 2022, oltre ai suoi rapporti con la Ring of Honor dal 2010. Fuori dal ring ha partecipato ad alcuni reality show ed è apparsa sulla copertina della rivista Playboy nell'aprile 2008.

## Biografia
Maria Louis Kanellis è nata ad Ottawa, nell'Illinois, nel 1982. Ha origini greche ed è la maggiore di tre fratelli.
Diplomata alla Ottawa Township High School, ha proseguito gli studi presso la Northern Illinois University. Appassionata di pallavolo e basket, ha gareggiato anche per numerosi concorsi di bellezza.
Nel 2013 è stata vincitrice di una WWE's Talent Scholarship, borsa di studio che ha utilizzato per conseguire una laurea in "Gestione dello sport, dell'intrattenimento e degli eventi" presso la Johnson & Wales University di Providence, in Rhode Island. È sposata dal 2014 con il collega Mike Bennett, con il quale ha avuto due figli.

## Carriera

### World Wrestling Entertainment (2004–2010)

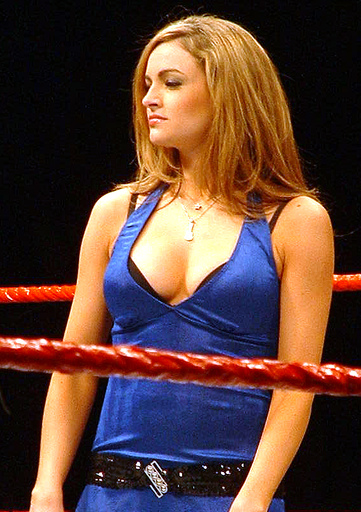
Maria Kanellis nel 2006

#### Gli inizi aRaw
Nell'estate del 2004 Maria Kanellis fu tra le dieci partecipanti del WWE Diva Search. Si classificò al quinto posto, guadagnando tuttavia l'assunzione in WWE nel roster di Raw come intervistatrice.
A causa di un errore di pronuncia commesso durante la prima intervista realizzata, interpretò il ruolo della "giornalista svampita" nelle successive a Big Show, Chris Jericho, John Cena e Mick Foley.
Sporadicamente e parallelamente al suo ruolo dietro le quinte, Kanellis cominciò anche a gareggiare sul ring: nella puntata di Raw del 10 gennaio 2005 affrontò il suo primo match in WWE, perdendo contro Christy Hemme in un Lingerie Pillow Fight. Pur non avendo esperienza come lottatrice, partecipò anche in alcuni incontri ai pay-per-view (alcuni dei quali con il WWE Women's Championship in palio), come Taboo Tuesday il 1º novembre 2005, dove però fu la prima eliminata in una battle royal in lingerie, e New Year's Revolution l'8 gennaio 2006, dove nell'ambito di un Bra and Panties match a eliminazione riuscì a battere le rivali Candice Michelle e Torrie Wilson, prima di essere eliminata da Victoria.
Successivamente intraprese una relazione con John Cena (kayfabe), iniziando una breve faida con la coppia formata da Edge e Lita. Sempre con Lita si scontrò a Raw nel marzo del 2006, in un match singolo vinto dalla rivale. Nella puntata di Raw del 6 novembre, Maria fu costretta da Eric Bischoff a disputare un match contro Umaga pena il licenziamento, subendo l'assalto del lottatore prima che John Cena irrompesse nel ring in suo soccorso.
Durante il 2007 fu coinvolta in alcune faide con Melina e altre divas di Raw e intraprese una relazione on-screen con Santino Marella a giugno. L'anno successivo accettò la proposta di apparire sul periodico Playboy dopo aver sconfitto Beth Phoenix il 18 febbraio. Il 3 marzo seguente Kanellis rivelò la copertina a lei dedicata ignorando il contestuale arrivo di Santino sul ring. Come parte della storyline, Marella le offrì di scegliere tra la possibilità di posare sulla rivista o rimanere in coppia con lui, portando la relazione al culmine. A WrestleMania XXIV Maria e Ashley Massaro furono sconfitte da Phoenix e Melina in un Playboy BunnyMania Lumberjill match a causa dell'intervento di Marella, che ne interruppe il pin. Dopo l'incontro, Maria baciò Snoop Dogg, presentatore dell'evento. La sera successiva a Raw, Maria lottò contro Marella in un match che si concluse, grazie all'aiuto di altre divas, con la vittoria di Maria, evento che portò fine alla loro faida.
Il 27 aprile 2008, a Backlash, fu sconfitta in un Six-Diva tag team match con Ashley, Cherry, Kelly Kelly, Michelle McCool e Mickie James contro Beth Phoenix, Jillian Hall, Melina, Layla, Natalya e Victoria, dominando il successivo rematch del 28 aprile.

#### Il passaggio aSmackDown!
Nella puntata di Raw del 16 giugno 2008 partecipò e vinse un bikini contest e, con la Supplemental Draft, passò a SmackDown!. Nel nuovo roster esordì in un match valevole per affermarsi come prima sfidante del nuovo WWE Divas Championship, ma fu superata da Natalya. Nella puntata di SmackDown! del 1º agosto ottenne la prima vittoria, battendo Victoria.
L'8 agosto fu sconfitta, in coppia con Cherry e Michelle McCool, da Maryse, Victoria e Natalya. Il 15 e il 29 agosto fu ancora battuta da Maryse e Natalya, in coppia con Michelle.
Durante un match, combattuto il 5 settembre per designare la prima sfidante alla cintura femminile, Maria fu sconfitta da Maryse. Riportò vittorie il 12 e il 26 settembre, in coppia con Brie Bella, contro Natalya e Victoria.
Nella puntata di SmackDown! del 17 ottobre, trionfando in un Las Vegas Diva Pole Match, divenne la contendente principale al titolo di Michelle McCool. L'incontro decisivo si tenne il 14 novembre e fu vinto da quest'ultima che, dopo il match, sembrò non voler smettere di sottomettere Maria.
Il 28 novembre Maria cercò di mediare un litigio tra Michelle McCool e le Bella Twins (Brie Bella e Nikki Bella), ma fu spinta via dalla sodale: il gesto fu il preludio del successivo turn heel. Nella puntata del 5 dicembre, infatti, Maria affrontò e sconfisse Michelle.
Il 14 dicembre, ad Armageddon, vinse un 8 Diva's Santa's Little Helper's Match alleata con Kelly Kelly, Michelle McCool e Mickie James contro Jillian Hall, Maryse, Natalya e Victoria.
Sconfitta da Maryse, Maria mancò tuttavia l'opportunità di conquistare il titolo. Nella puntata di SmackDown! del 26 dicembre fu l'arbitro speciale del match tra Michelle McCool e Maryse per il WWE Divas Championship. Dopo aver perso il match, McCool attaccò brutalmente Maria, ufficializzando il turn heel. Seguirono una serie di sette incontri tra le due, singolarmente o in coppia con altre wrestler, in cui Maria rimediò quattro vittorie e tre sconfitte, ultima delle quali durante la puntata di Superstars del 30 aprile.
Il 21 agosto vinse, in coppia con Melina, contro Layla e Natalya, ma, ancora in coppia con lei, fu sconfitta il 24 settembre da Layla e Michelle McCool. Durante il match subì un semi-infortunio che la tenne lontana dal ring per due mesi. Rientrata il 4 dicembre, aiutò Mickie James a difendersi da un attacco di McCool e Layla.
Nella puntata di Raw del 14 dicembre, Maria fu annunciata come la "Diva of the Year" agli Slammy Awards. Il 18 dicembre fu sconfitta da Beth Phoenix, che affrontò anche nel giorno di Natale in coppia con Layla, in un match conclusosi in no-contest.
Poco dopo Maria ufficializzò l'inizio di una relazione con Matt Hardy e, il 19 febbraio 2010, fu sconfitta dalla Hart Dinasty (Natalya, David Hart Smith e Tyson Kidd), in coppia con lui e The Great Khali. Nella puntata di Superstars del 25 febbraio, il rematch fu nuovamente vinto dalla Hart Dinasty. Dopo l'incontro, sul sito ufficiale della WWE fu annunciata la risoluzione del contratto che legava Maria alla compagnia.

### Ring of Honor (2010–2015)

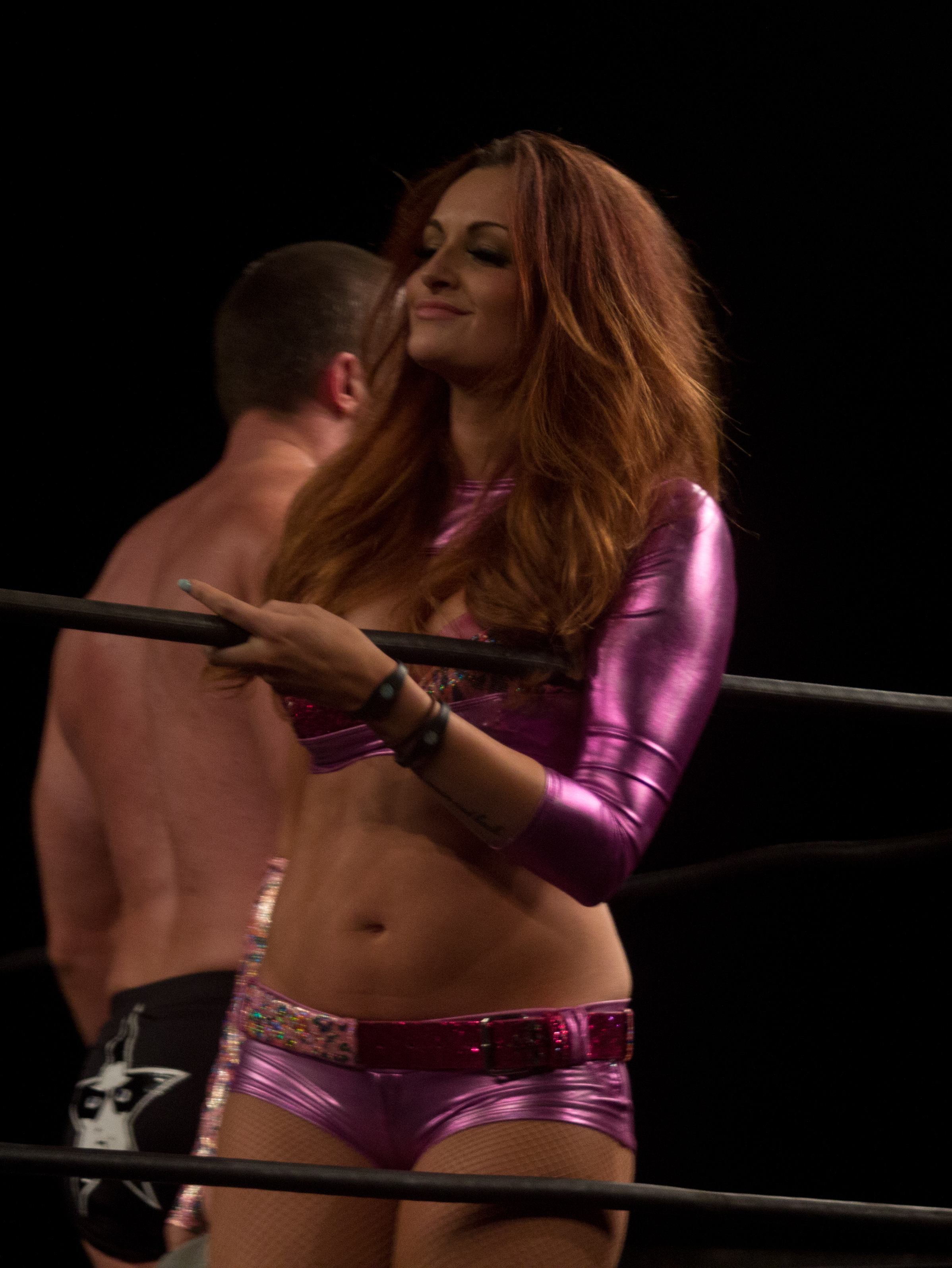
Maria Kanellis nel 2013

Il 23 dicembre 2010 Maria Kanellis partecipò alla Ring of Honor Final battle accompagnando Mike Bennett, futuro marito nella vita reale, in un "three-way elimination match" contro Jay Lethal e El Generico per il ROH World Television Championship. Dato il trionfo di Bennet, fu successivamente soprannominata "First Lady of ROH".
Il 21 giugno successivo fu all'angolo di Bennett e Bob nell'incontro perso contro Eddie Edwards e Adam Cole e, dopo il match, si unì a loro per attaccare i vincitori. L'attacco a sorpresa del trio fu tuttavia sventato da Sara Del Rey. Al Boiling Point dell'11 agosto, Maria e Bennett furono sconfitti da Sara Del Rey e Edwards in un tag team match misto.
La faida con la Del Ray terminò bruscamente il mese successivo, quando quest'ultima firmò un contratto con la WWE.
Nel settembre 2012, Kanellis e Bennett furono coinvolti in una storyline con Mike Mondo, dopo che quest'ultimo aveva baciato Maria durante un match di Bennett. Ne nacque un'accesa inimicizia, conclusasi al Glory by Honor XI, occasione in cui Bennett sconfisse definitivamente il rivale.
Il 3 novembre la coppia fu sconfitta da Kevin Steen per il ROH World Heavyweight Championship. Il 16 dicembre, al pay-per-view Final Battle 2012: Doomsday, Maria Kanellis accompagnò Bennett sul ring, durante il match vinto contro Jerry Lynn nel suo ultimo incontro prima del ritiro.
Il 19 settembre 2013, Maria e Bennett sconfissero i Burgers Brutal (Brutal Bob Evans & Cheeseburger) in un Intergender tag team match. Il 26 ottobre, durante il match di Bennett contro Kevin Steen al Glory By Honor XII, Maria cercò di intervenire in favore del compagno, ma fu attaccata da Lisa Marie Varon.
La coppia rientrò a ROH il 4 gennaio, in un match che vide Bennett battere Cedric Alexander, grazie anche alle interferenze di Maria.
Dal 2012 al 2015 Kanellis partecipò anche ad altri eventi organizzati da diverse federazioni di wrestling, tra cui la New Japan Pro-Wrestling.

### Total Nonstop Action (2016–2017)

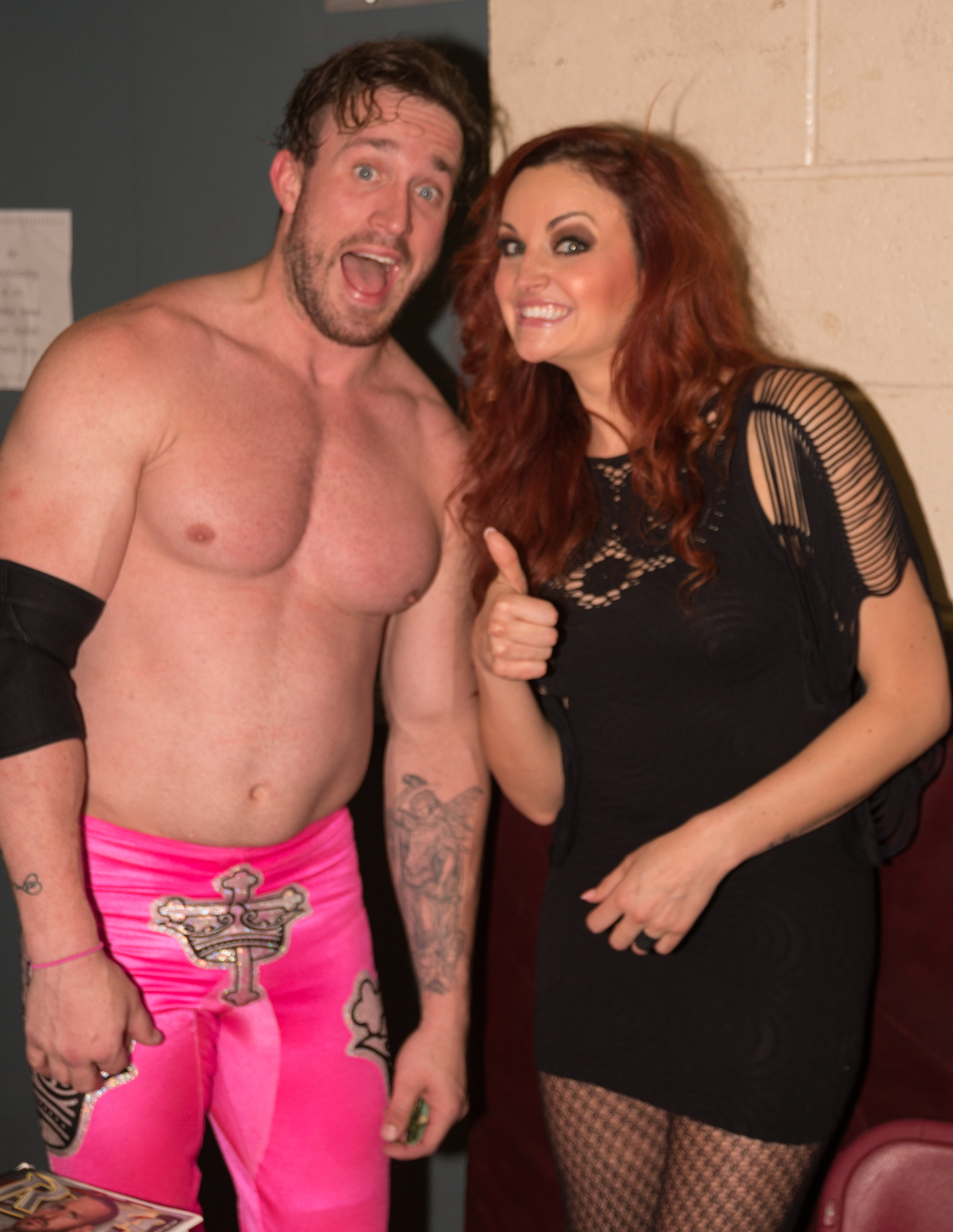
Maria Kanellis (a destra) con suo marito Mike Bennett nel 2015

Il 29 dicembre 2015 fu annunciato l'accordo tra Maria, Mike Bennett e la Total Nonstop Action Wrestling (TNA). La prima apparizione effettiva fu il 16 gennaio 2016, durante il debutto di Impact Wrestling nella rete statunitense Pop, esordendo come heel. Protagonista di uno scontro con Gail Kim, dopo averla ripetutamente provocata, Maria si allontanò dal ring per evitare il confronto fisico con la rivale. Nella puntata di Impact Wrestling - Lockdown del 23 febbraio, Maria, Gail Kim e Velvet Sky furono sconfitte dalla Dollhouse (Jade, Marti Bell e Rebel).
Il 15 marzo Maria e Mike Bennett sconfissero Gail Kim e Drew Galloway in un mixed tag team match, dopo il quale fu ufficializzato un ladder match con in palio il controllo della divisione delle knockouts. Quattro giorni dopo Maria vinse l'incontro, al quale avevano preso parte anche Gail Kim, Jade, Madison Rayne, Marti Bell, Rebel e Velvet Sky.
Nello stesso periodo formò un'alleanza con Sienna e Laurel Van Ness. Nella puntata di Impact! del 1º settembre, forzò la sua assistente Allie a farsi schienare, conquistando quindi il TNA Knockout's Championship per la prima volta. Il 2 ottobre, a Bound for Glory, Maria fu sconfitta da Gail Kim, perdendo il titolo difeso per 50 giorni, e il ruolo di capo della divisione delle knockout. Dieci giorni dopo, affrontò la campionessa per il TNA Knockout's Championship, ma fu nuovamente sconfitta.
Il 27 ottobre Maria e Mike Bennett persero la sfida contro Brandi Rhodes e Cody in un Mixed tag team match.
Il 1º marzo 2017 fu infine annunciato che la coppia avrebbe lasciato la compagnia.

### Ritorno in WWE (2017–2020)
Kanellis rientrò in WWE il 18 giugno 2017, al pay-per-view Money in the Bank, con Mike Bennett (rinominato Mike Kanellis), affermandosi come heel. Fu in seguito ufficializzato che la coppia sarebbe entrata a far parte del roster di SmackDown. Nel settembre 2017 Maria annunciò la propria gravidanza, abbandonando le scene della WWE per oltre un anno.
Rientrò dalla maternità nella puntata di 205 Live del 9 ottobre 2018, interrompendo il match tra Lince Dorado e Lio Rush. Il 28 ottobre, ad Evolution, partecipò alla 20-Woman battle royal per determinare la prima sfidante di Ronda Rousey al Raw Women's Championship, ma fu eliminata da Nia Jax, poi vincitrice della contesa.
Il 27 gennaio, alla Royal Rumble, Maria fu la quindicesima wrestler ad entrare sul ring, ma fu eliminata dopo soli 8 minuti da Alicia Fox.
Il 7 aprile, nel Kick-off di WrestleMania 35, prese parte alla seconda edizione della WrestleMania Women's Battle Royal, ma fu sconfitta da Sonya Deville.
Dopo la sconfitta del 1º luglio alla Raw Women's Champion Becky Lynch, Maria e Mike furono protagonisti di una nuova storyline: durante il match, Kanellis annunciò la propria seconda gravidanza, insultando contestualmente il compagno e abbandonandolo sul ring. Una settimana dopo, nel backstage, rivelò di non potergli attribuire con certezza la paternità del figlio, scagliando contro Mike il mazzo di fiori appena ricevuto in regalo. Il diverbio proseguì nella puntata del 15 luglio, durante la quale Maria chiese invano a Mike di rimpiazzarlo nel match contro Zack Ryder. Sconfitto in pochi secondi dal rivale, Mike fu lungamente deriso dalla Kanellis. Il 29 luglio Maria forzò suo marito, che poco prima aveva vinto il 24/7 Championship contro R-Truth, a farsi schienare, divenendo la prima wrestler della storia a conquistare un titolo in stato di gravidanza.
Nella puntata di Raw del 5 agosto Maria perse il titolo, schienata da Mike mentre era dal ginecologo. Dieci giorni dopo, durante un gender reveal party, annunciò di essere in attesa di un maschietto e confessò al marito che Ricochet sarebbe potuto essere il padre del bambino. Mike affrontò immediatamente Ricochet, ma ne fu sconfitto. Prima che Maria potesse rivelare la vera identità del padre, Rusev irruppe sul ring, battendo ancora Mike in pochi secondi. Da quel momento, Maria abbandonò le scene.
Il 15 aprile 2020, Kanellis e Bennett furono licenziati dalla WWE. In un'intervista, Maria affermò che l'ultima storyline a cui stava lavorando, cestinata dalla compagnia, avrebbe previsto la rivelazione della paternità di Mike e la sua successiva riabilitazione in relazione ai suoi problemi di alcolismo.

### Ritorno in ROH (2020–2022)
ll 20 dicembre 2020 la Ring of Honor annunciò il ritorno di Maria Kanellis attraverso i propri profili social, dopo che la stessa Maria aveva presentato "The Experience", una piattaforma attraverso la quale i fan avrebbero potuto discutere e influenzare la ROH online. Il 27 ottobre 2021 abbandonò la ROH, al pari di altri wrestler, a causa della chiusura della compagnia.

### Ritorno in Impact Wrestling (2022)
Ad Hard to Kill, l'8 gennaio 2022, Maria fece il suo ritorno in TNA - al tempo noto come Impact Wrestling - con Mike Bennett, Matt Taven, PCO e Vincent, attaccando Eddie Edwards, Rich Swann, Willie Mack, Heath e Rhyno.
L'8 ottobre 2022 fu annunciata la fuoriuscita di Bennett, Kanellis, Taven e Vincent da Impact Wrestling.

### All Elite Wrestling (2022–presente)
Maria debuttò in All Elite Wrestling (AEW) durante la puntata di Rampage del 14 ottobre 2022, con Mike Bennett e Matt Taven, interrompendo i festeggiamenti per la vittoria di FTR e Shawn Spears.

## Altre attività
Nel 2004 ha partecipato al reality show americano Outback Jack, arrivando agli ultimi tre posti prima di essere eliminata.
Nel 2007 è apparsa in cinque episodi di Family Feud con diverse altre superstar della WWE. È apparsa anche nell'episodio del 6 febbraio 2008 di Project Runway con altre divas. Dopo altre apparizioni in diversi reality, tra cui Sunset Tan nel 2008, ha partecipato come concorrente all'edizione 2010 del programma The Celebrity Apprentice, classificandosi quinta su quattordici partecipanti.
All'inizio del 2011 è apparsa nella serie di Funny or Die, Swallow, e nel marzo 2011 ha lanciato la sua linea di profumi chiamata Signature. Ha poi recitato in ruoli secondari in alcuni film, dove ha anche interpretato se stessa.
Kanellis ha inoltre esordito nel mondo discografico pubblicando nel 2010 un extended play, Sevin Sins. Ad oggi possiede e gestisce una società di progettazione di eventi chiamata Wonderland Event Productions.

## Personaggio

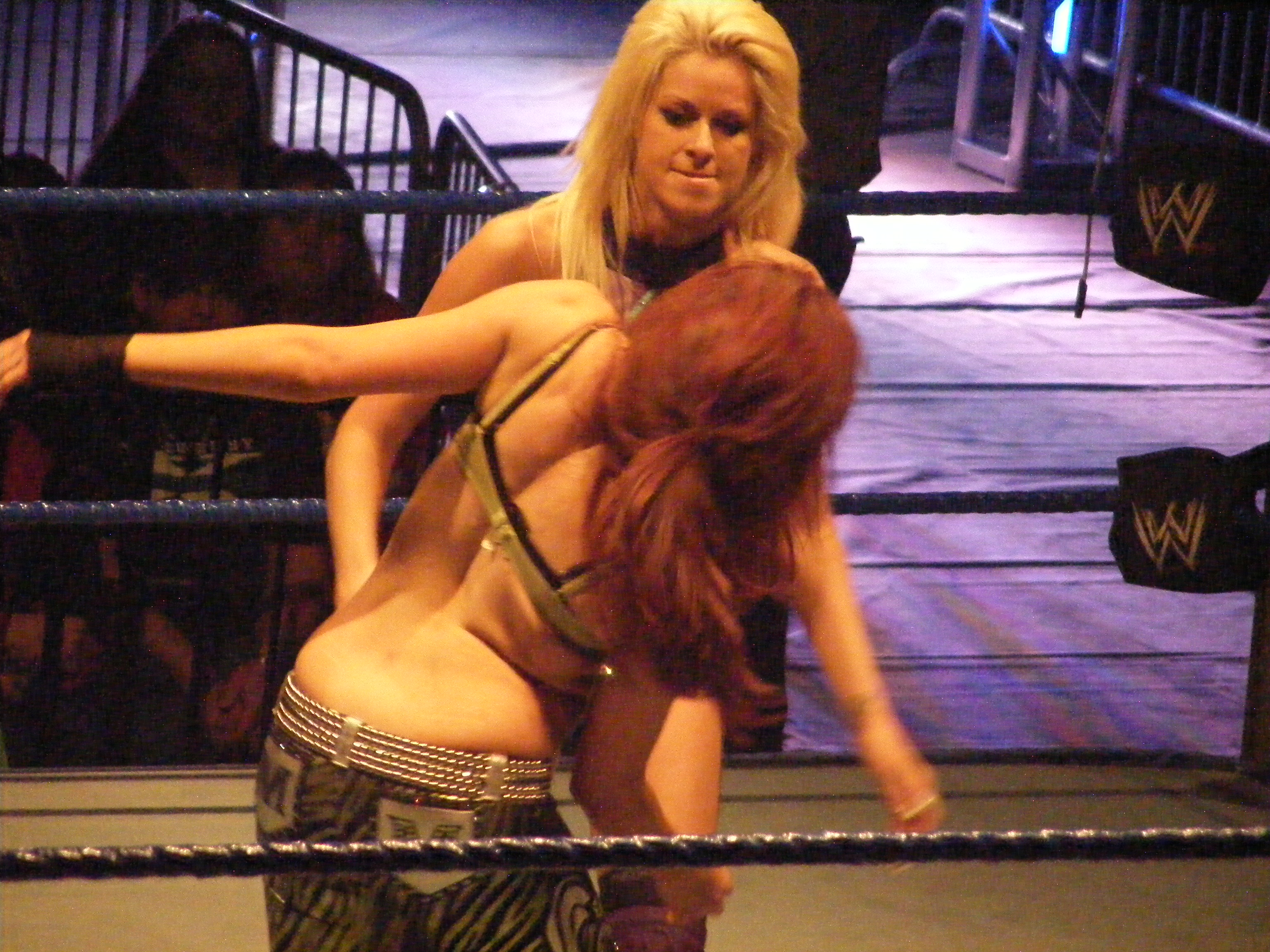
Maria Kanellis mentre si appresta ad eseguire un Superkick su Maryse

### Mosse finali
- Spinning bulldog
- Superkick

### Wrestler assistiti
- Ken Anderson
- Matt Taven
- Mike Bennett
- Mr. Kennedy
- Santino Marella

### Soprannomi
- "The First Lady of ROH"
- "The First Lady of Wrestling"

### Musiche d'ingresso
- Pa-Pa-Pa-Pa-Party di Jim Johnston (2005–2006)
- With Legs Like That degli Zebrahead (2006–2010)
- S.U.M. degli Avenue F (2010–2014)
- Something for You degli Avenue F (2014–2016)
- Forever in My Dreams dei Two Steps from Hell (2016–2017)
- True Love dei CFO$ (2017–2020)

## Titoli e riconoscimenti
- Family Wrestling Entertainment
  - FWE Women's Championship (1)
- Pro Wrestling Illustrated
  - 29ª tra le 50 migliori wrestler femminili nella PWI Female 50 (2008)[18]
- Total Nonostop Action
  - TNA Knockout's Championship (1)
- World Wrestling Entertainment
  - WWE 24/7 Championship (1)
  - Slammy Award (Diva of the Year, 2009)

## Filmografia

### Cinema
- Mother Hen, regia di Justin Ross (2012)
- Army of the Damned, regia di Thomas DeNucci (2013)
- Opposite Sex, regia di Jonathan Silverman (2014)
- Saving Christmas, regia di Thomas DeNucci (2017)

### Televisione
- Cubed – serie TV, 1 episodio (2010)
- Swallow – serie TV, 1 episodio (2011)

### Videogiochi
- WWE SmackDown vs. Raw 2008 (PNG)
- WWE SmackDown vs. Raw 2009
- WWE SmackDown vs. Raw 2010
- WWE 2K19 (DLC)
- WWE 2K20 (DLC)